# 孟塘镇
孟塘镇，是中华人民共和国四川省内江市资中县下辖的一个乡镇级行政单位。

## 行政区划
孟塘镇下辖以下地区：
孟塘场社区、龙洞村、柏莲村、德兴村、建设村、三江村、梨园村、新华村、群力村、互助村、大堰塘村、水口村、李窑村、胡家庙村、梨树村、节约村、凉水村、增产村、胡顶村、花房村、新店村、狮子村、柏山村、大佛村、贾家村、石古村、杨树村、力量村、文昌村、睦邻村、建华村、新民村、新中村和新建村。